# 帕頓峰
帕頓峰（英語：Paton Peak），是南極洲的山峰，位於羅斯群島的博福特島，海拔高度740米，由新西蘭南極名稱諮詢委員會命名，現時由南極條約體系管理。